# Scheiblingstein (Ybbstaler Alpen)
Scheiblingstein är ett berg i Österrike.   Det ligger i bergsområdet Ybbstaler Alpen i distriktet Scheibbs i förbundslandet Niederösterreich, i den östra delen av landet, 100 km väster om huvudstaden Wien. Toppen på Scheiblingstein är 1 598 meter över havet, eller 54 meter över den omgivande terrängen. Bredden vid basen är 0,79 km.
Terrängen runt Scheiblingstein är kuperad åt nordost, men åt sydväst är den bergig. Runt Scheiblingstein är det ganska glesbefolkat, med 47 invånare per kvadratkilometer.. Närmaste större samhälle är Scheibbs, 19,1 km norr om Scheiblingstein. 
I omgivningarna runt Scheiblingstein växer i huvudsak blandskog.